# José Basterra
Pour les articles homonymes, voir Basterra.
José María Basterra Ochoa né le 3 janvier 1997, est un joueur de hockey sur gazon espagnol. Il évolue au poste d'attaquant au Club de Campo et avec l'équipe nationale espagnole.
Il a participé aux Jeux olympiques d'été de 2020.

## Carrière

### Championnat d'Europe
- Top 8 : 2021

### Jeux olympiques
- Top 8 : 2020